# Serena-Lynn Geldof
Serena-Lynn Geldof (Oostende, 2 de març de 1997) és una jugadora de bàsquet belga.
Pivot, es formà al KB Oostende Bredene i jugà al Kangoeroes Basket Willebroek, amb el qual disputà l'EuroCup. Als divuit anys marxà a jugar a la Lliga de la NCAA amb els Miami Hurricanes durant dues temporades. El 2018 tornà a les competicions estatals belgues i jugà amb el Belfius Namur-Capitale. La temporada 2020-21 fitxà pel Cadí la Seu i, posteriorment, jugà al Campus Promete i al Casademont Zaragaoza, amb el qual es proclamà campiona de la Copa de la Reina (2023). L'estiu de 2024 ha fitxat pel Club Joventut Badalona. Internacional amb la selecció de Bèlgica des del 2017, s'ha proclamat campiona d'Europa el 2023 i ha aconseguit dues medalles de bronze (2017, 2021).